# Brian Geraghty
Brian Timothy Geraghty (ur. 13 maja 1974 w Toms River) – amerykański aktor filmowy i telewizyjny pochodzenia irlandzkiego. Znany m.in. z występu w nagrodzonym sześcioma Oskarami filmie The Hurt Locker. W pułapce wojny.
Kształcił się w szkole teatralnej Neighborhood Playhouse w Nowym Jorku, gdzie zaczął karierę aktorską. Później przeniósł się do Los Angeles. Został zauważony po występie w serialu Rodzina Soprano. Grał później w takich filmach jak Jarhead. Żołnierz piechoty morskiej, Patrol i innych. W 2008 zagrał jedną z głównych ról (jako Owen Eldridge) w The Hurt Locker. W pułapce wojny.

## Filmografia
- 1999: Prawo i porządek
- 1999: Rodzina Soprano
- 2004: Stateside
- 2005: Jarhead. Żołnierz piechoty morskiej
- 2006: Kiedy dzwoni nieznajomy
- 2006: Bobby
- 2006: Męski sport
- 2006: Patrol
- 2007: Wiem, kto mnie zabił
- 2008: Love Lies Bleeding
- 2008: The Hurt Locker. W pułapce wojny
- 2010: The Chameleon
- 2012: Bankomat
- 2013: Ass Backwards
- 2013: Zakazane imperium
- 2014: Chicago PD
- 2014: Ray Donovan
- 2014: Chłopaki do wzięcia
- 2018: Alienista
- 2018: The Standoff at Sparrow Creek
- 2019: Podły, okrutny, zły
- 2020: Big Sky
- 2020: Blindfire
- 2022: 1923
- 2022: Gaslit
- 2024: Niewidzialna zemsta